# Севериновка (Кировоградская область)
Севериновка (укр. Северинівка) — село в Александровской поселковой общине Кропивницкого района Кировоградской области Украины.
До 2020 года входило в Александровский район
Население по переписи 2001 года составляло 49 человек. Почтовый индекс — 27309. Телефонный код — 5242. Код КОАТУУ — 3520555105.